# لوسيانا خيمنيس
لوسيانا خيمنيس مراد (بالبرتغالية: Luciana Gimenez‏)(ولدت 3 نوفمبر 1969، وساو باولو، البرازيل) هي عارضة أزياء برازيلية ومقدمة تلفزيونية من أصول عربية. بدأت مهنتها كعارضة أزياء في سن ال 13 عام، وعملت في العديد من المدن في مختلف أنحاء العالم، مثل باريس وهامبورغ وميلان ونيويورك. تتحدث خمس لغات (عدا اللغة البرتغالية لغتها الأم): الإنكليزية والإسبانية والفرنسية والألمانية والإيطالية.

## وصلات خارجية
- Official website
- لوسيانا خيمنيس على موقع IMDb (الإنجليزية)
- لوسيانا خيمنيس على موقع قاعدة بيانات الفيلم (الإنجليزية)